# Mathäser

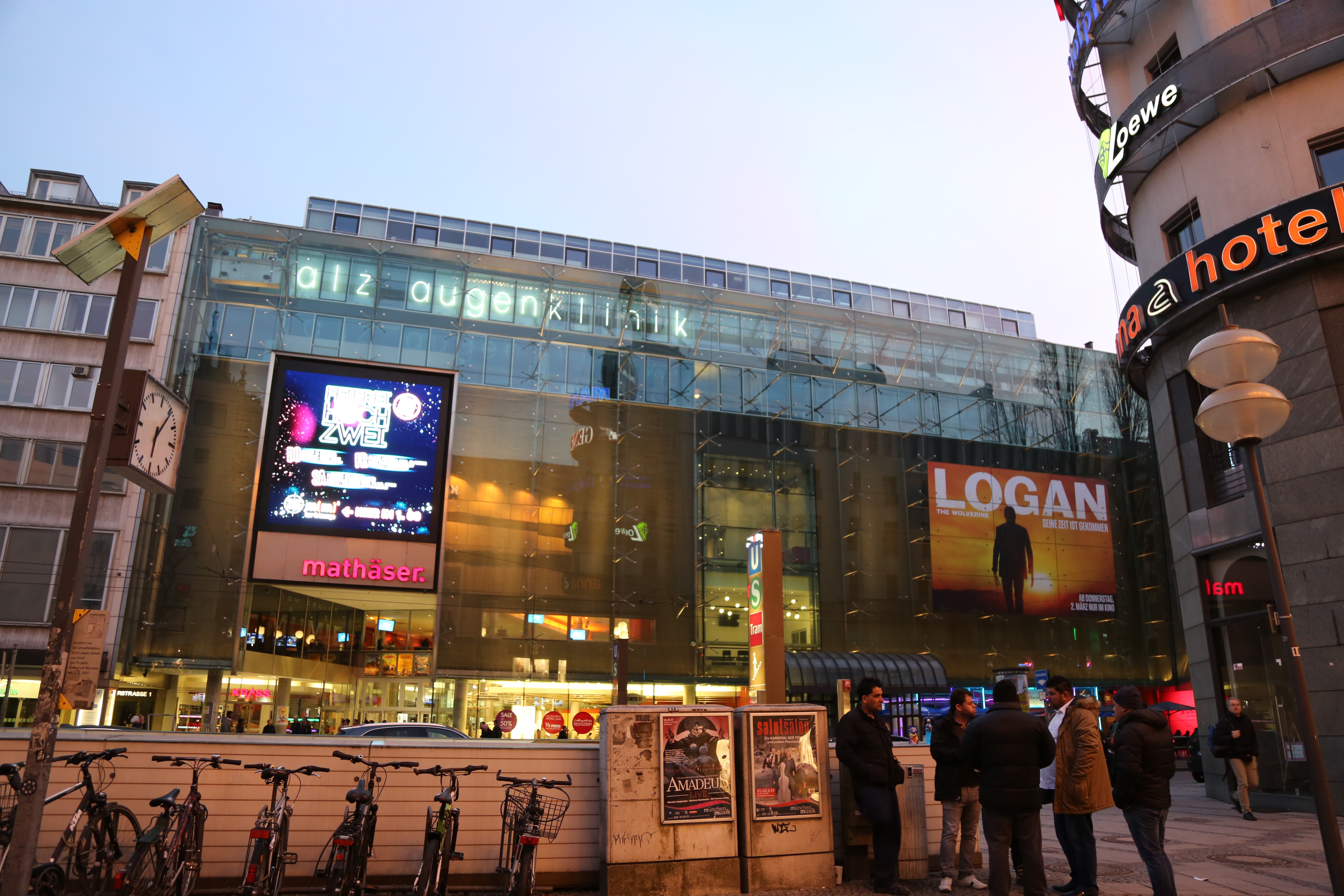
Mathäser (2017)

Der Mathäser ist ein Gebäudekomplex in der Bayerstraße in zentraler Lage Münchens, zwischen Hauptbahnhof und Stachus. Über Jahrhunderte befand sich hier ein Bierausschank, der zeitweise der größte der Welt war.

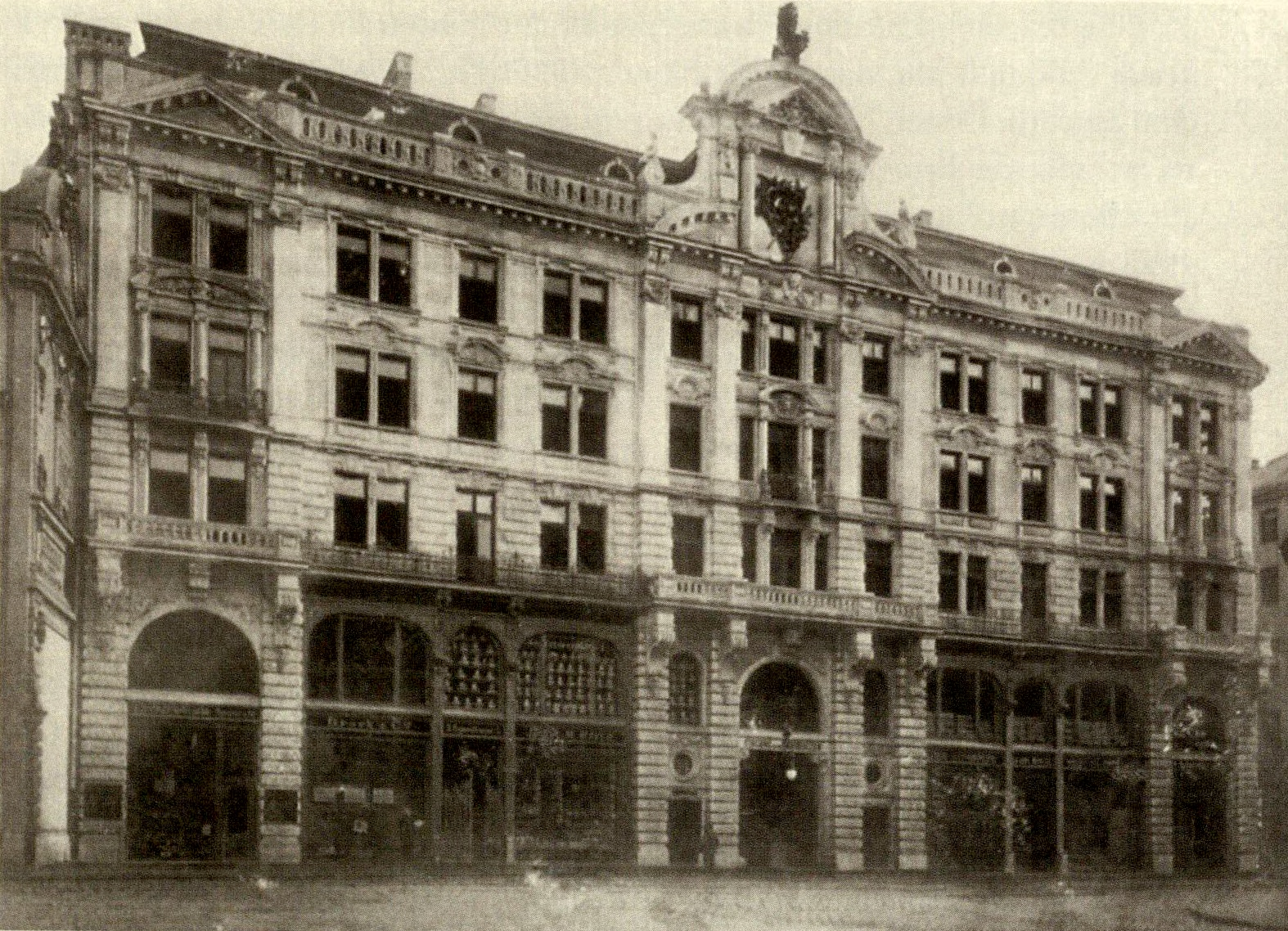
Bierbrauerei zum bayrischen Löwen vormals Mathäser, München, Architekt Exter aus München, 1893

Die Konstituierung des Arbeiter- und Soldatenrates im Mathäser im November 1918 war die Geburtsstunde der Münchner Räterepublik. Beim Wiederaufbau nach dem Zweiten Weltkrieg wurde neben den Gaststättenräumen ein Kinocenter errichtet, in dem auch zahlreiche Premieren stattfanden. Nach dem Gesamtabbruch des Gebäudekomplexes wurde an der Stelle am 21. Mai 2003 das Mathäser Multiplex Kino eröffnet.

## Geschichte

### Entstehung des „Mathäsers“
1690 öffnete der erste Bierausschank auf dem Gelände des heutigen Mathäser in der Münchner Ludwigsvorstadt. 1818 ersteigerte der Brauer Georg Hartl, Besitzer des Bierausschanks Zum Kleinen Löwengarten an der damaligen Landsberger Straße (heute Bayerstraße) das im 15. Jahrhundert gegründete Fuchsbräu. In den Jahren zuvor hatte Hartl durch Tausch und Kauf bereits mehrere angrenzende Grundstücke rund um seinen Löwengarten erworben. Damit nahm sein Grundbesitz bereits fast den kompletten Bestand des späteren Mathäser ein. Mit Hilfe der Fuchsbräugerechtsame, dem Braurecht von Fuchsbräu, plante Hartl die Gründung einer neuen Brauerei auf seinem Grund und die Stilllegung des ursprünglichen Braubetriebs des Fuchsbräus in der Schwabinger Gasse. Noch im gleichen Jahr erhielt er eine Konzession zur Eröffnung seiner Hartlischen Brauerei auf dem Löwengarten-Areal und begann mit dem Bau der neuen Brauereigebäude. Die Räume des alten Löwengartens dienten dabei anfangs als Bierausschank. Hartl betrieb das Geschäft bis zu seinem Tod 1825, danach ging es bis 1829 an seine Erben über.
Von 1829 bis 1832 führte Max J. Boshart das Härtlische Brauhaus, 1832 bis 1844 befand es sich im Eigentum des „Braugrafen“ Theobald Graf von Buttler-Haimhausen und wurde Buttler-Bräu genannt. Buttlers Erben verpachteten das Brauhaus von 1847 bis 1855 an Anton Köck, danach bis 1857 an Ludwig Brey. 1858 erwarb schließlich Georg Mathäser das Anwesen. Er stellte die Brauerei zunächst ein und setzte nur den Gastwirtschaftsbetrieb fort. 1872 nahm er unter dem Namen Mathäser-Bräu auch den Braubetrieb wieder auf. Nach seinem Tod 1874 führte seine Witwe Anna Mathäser den Betrieb weiter, wobei die Brauerei von 1874 bis 1884 neben der Bezeichnung Mathäser-Bräu auch den ehemaligen Namen in Form der Benennung Zum bayerischen Löwen wieder aufnahm. 1884 erfolgte die Umwandlung in die Aktienbrauerei zum bayerischen Löwen, vorm. A. Mathäser.
1892 wurde ein Neubau der Brauerei erstellt. Die ehemaligen Fabrikationsräume wurden in Bierhallen umgebaut und August Exter errichtete einen neuen Trakt an der Straßenseite mit repräsentativer Fassade im Stil der Neorenaissance. 1899–1900 erweiterte das Bauunternehmen Heilmann & Littmann den Bau um einen zweistöckigen Saalanbau. Der obere Saal wurde mit einem hölzernen Tonnendach und Wandgemälden von Julius Mössel ausgestattet.
1907 kaufte die Löwenbräu AG den bereits zu einer bekannten Münchener Institution gewordenen „Mathäser“ und baute ihn mit drei Bierhallen, einem Festsaal und einem Biergarten mit rund 4000 Sitzplätzen aus. 1915 wurde der Braubetrieb eingestellt.

### Hauptquartier der Revolution in München 1918–1919

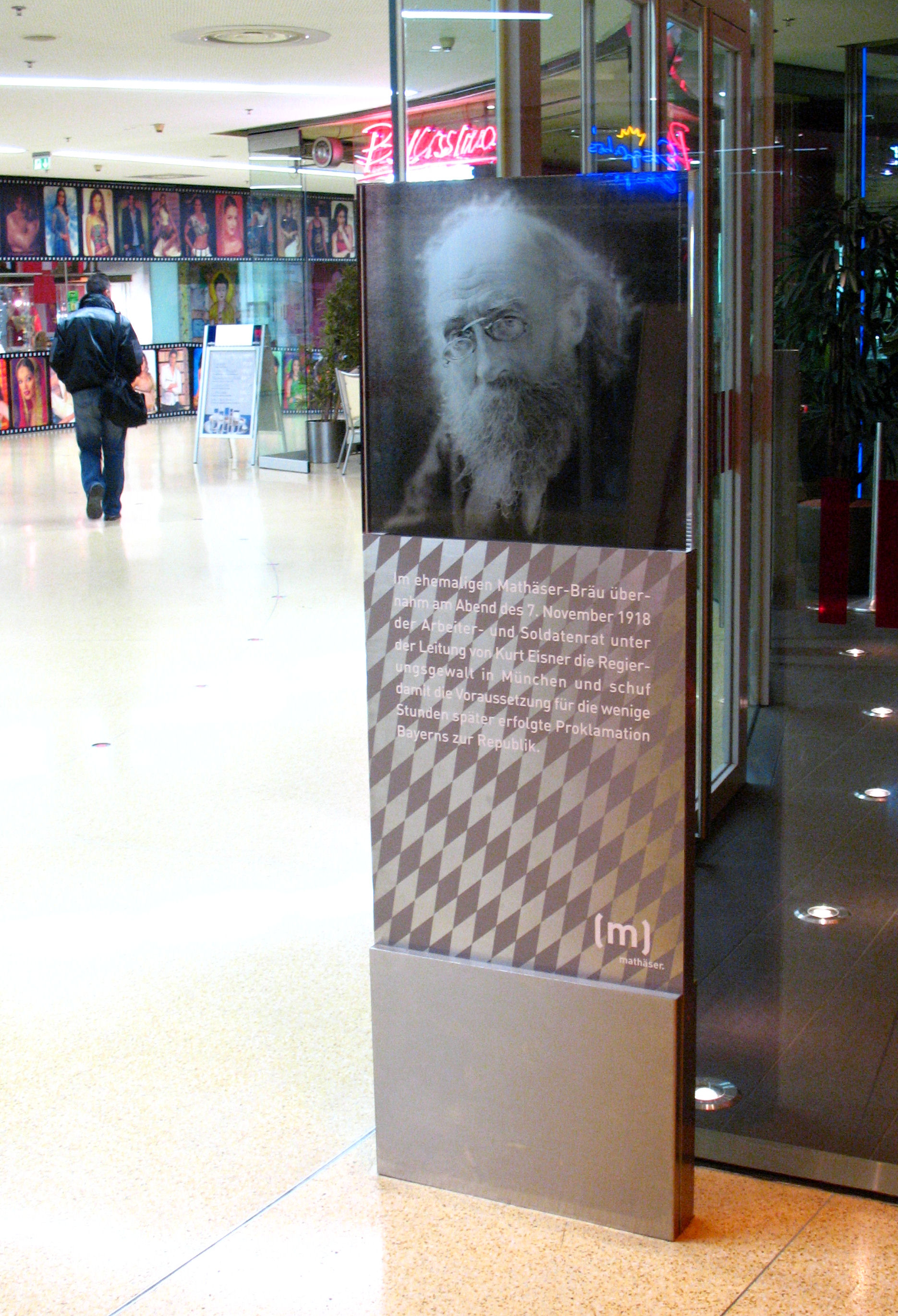
Kurt-Eisner-Stele am Ort des früheren Mathäserbräus

Am Ende des Ersten Weltkrieges konstituierte sich im Mathäser-Bräu unter dem Vorsitz von Kurt Eisner in der Nacht vom 7. zum 8. November 1918 ein Arbeiter- und Soldatenrat. Dabei versammelten sich im Festsaal etwa 1000 Menschen, die sich von einer pazifistischen Massendemonstration auf der Theresienwiese abgesondert hatten. 

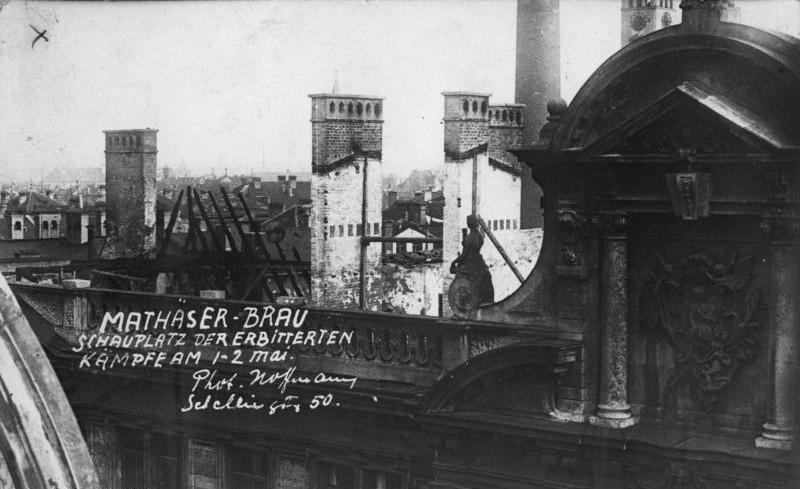
Bundesarchiv Bild 146-2006-0043, Revolution in Bayern, Dach Mathäser-Bräu

Dies war die Geburtsstunde der Münchner Räterepublik. Der Standort Mathäser wurde wohl aufgrund seiner Geräumigkeit, seiner Beliebtheit und der zentralen Lage zwischen Hauptbahnhof, Wittelsbacher Palais, Landtagsgebäude, Außenministerium, Residenz und Polizeipräsidium gewählt, er diente in der Folgezeit als Hauptquartier der Revolutionsbewegung. Nach der Niederschlagung der Revolution kehrte der Mathäser wieder zu seiner ursprünglichen Funktion als Bierlokal zurück.

### Oskar Maria Graf
Der Münchner Künstler Oskar Maria Graf rief 1919 zur Revolution auf, dafür mietete er den Mathäser, jedoch erschien niemand zur Revolution.

### Russenmaß
Um die Soldatenräte der Roten Truppen (Kommunisten), die den Mathäser besetzt hielten, länger einsatzfähig zu halten, wurde das im Mathäser vorrätige Weißbier mit Zitronenlimonade „gestreckt“. Daraus ließ sich im Volksmund die Russenmaß ableiten.

### Ab 1957: die „Mathäser-Bierstadt“
Im Zweiten Weltkrieg wurde der Mathäser bei Luftangriffen der Alliierten total zerstört. Erst im Dezember 1957 konnte auf dem 8100 Quadratmeter großen Areal die neu erbaute Mathäser-Bierstadt eröffnet werden. Ernst Eckstein, der leitende Architekt der Löwenbrauerei, hatte entlang der Bayerstraße in Stahlbetonbauweise einen fünfgeschossigen, zweigiebeligen Baukörper realisiert, der eine Einkaufspassage, die Bierstadt mit 16 recht unterschiedlich ausgestatteten Lokalen mit Sitzplätzen für insgesamt über 5000 Gäste, den Mathäser-Filmpalast (als 129. Kino der Landeshauptstadt) mit einem 340 Quadratmeter großen Foyer, 1200 Plätzen im Kinosaal und der mit 21 auf achteinhalb Metern zur Bauzeit größten Leinwand Deutschlands, 4600 Quadratmeter Einzelhandels- und Bürofläche sowie eine Tiefgarage für 180 Fahrzeuge umfasste.

Eine Presseerklärung erläuterte die Absicht des Bauvorhabens: „[…]Bewußt aber wurde der Mathäser nicht als modisch vergänglicher Glasbau gestaltet, sondern im Sinne der Bautradition unseres alpenländischen Raumes. Der Bau soll in seinem Äußeren und Inneren nicht nur einem kleinen Kreis, sondern möglichst Vielen gefallen und zum Verweilen einladen. Er soll auch die Fremden anziehen, die unsere Münchner Stadt besuchen.“
Der Weißbierkeller mit 500 Sitzplätzen stand unter der Leitung des Pächterehepaares Reinbold, das Pächterehepaar Georg und Rosa Reiss führte das Kino und die übrigen Lokale: die Schwemme neben dem Haupteingang mit einer Glasküche, die den Appetit der Gäste anregen sollte, bot 280 Sitzplätze, das Gewölbe hatte 260 Sitzplätze, die Bartl-, Soldaten-, Tölzer-, Mathäser- und Steyrer-Hanns-Stuben verfügten über insgesamt 170 Sitzplätze, die Schänke hatte 30 Plätze, die Arkaden 130, die Schießstand-Stuben 27, die Bierhalle, Münchner Stuben und das Zunftstüberl insgesamt 1.055 Sitzplätzen, der Kleine Festsaal bot 335 Gästen Platz, der Große Festsaal 1450 Plätze und schließlich gab es noch einen Biergarten mit 450 und die Terrassen mit 648 Sitzplätzen.
Der Trakt an der Schlosserstraße war 105 Meter lang und verfügte über Keller, Erdgeschoss und zwei Obergeschosse. Der Große Festsaal hatte eine Größe von 1100 Quadratmetern und einem umlaufenden Balkon, außerdem lagen dort verschiedene kleinere Säle, Nebenzimmer und Schänken sowie die zentrale Großküche. Besonders stolz war man damals auf die erste und modernste vollautomatische Geschirrspülmaschine in Deutschland, die in einer Stunde bis zu 20.000 Teller und Tassen reinigen, auf Hochglanz polieren und vorgewärmt auf 80 °C bereitstellen konnte. Der „neue“ Mathäser verfügte auch über zwei eigene Metzgereien, insgesamt fünf Küchen und sieben Schänken und bot 470 Angestellten einen Arbeitsplatz. In der Bierstadt wurden pro Woche durchschnittlich 52.000 Liter Bier, 42.000 Essensportionen, 15.000 Weißwürste, 9.000 Bratwürste und 22.000 Paar Schweinswürste konsumiert.
Das Eröffnungsprogramm im Festsaal lief vom 21. Dezember 1957 bis 15. Januar 1958. 1958 war der Mathäser durch die Betreiber- und Pächterfamilie Reiss mit dem Restaurant Oberbayern auf der Weltausstellung in Brüssel vertreten. In den folgenden knapp 40 Jahren erlebte die Bierstadt viele rauschende Feste. 1962 veranstaltete die Löwenbrauerei in Bordighera an der italienischen Riviera ein „oberbayerisches Bierfest“, das zu einem vollen Erfolg wurde, als Dank schickte die Stadt Bordighera im Folgejahr fünftausend Nelken zur Ausschmückung des „Frühlingsfests“ im Festsaal der Bierstadt. 1968 folgte forciert durch die Löwenbräu AG das Engagement im deutschen Pavilion „Restaurant Bavarois“ auf dem Gelände der Weltausstellung in Montreal. 1969 wurde in Montreal die Dependance „Petit Munich“ eröffnet, die Ende der 1980er Jahre wieder verkauft wurde.
Der Mathäser-Filmpalast wurde am 24. Januar 1957 eröffnet und wegen seiner Größe zu einem beliebten Premierenkino. Der Eröffnungsfilm im Jahr 1957 war Der Bettelstudent. Unter anderem wurden hier in den 1960er Jahren mehrere Karl-May-Filme uraufgeführt. Mit dem Einzug des Massenmediums Fernsehen in die Wohnzimmer der Bevölkerung neigte sich in den 1970er Jahren die Ära der Großkinos ihrem Ende zu, 1978 verwandelten die Filmtheaterbetriebe Georg Reiss Münchens größtes Lichtspielhaus in ein aus vier Theatern bestehendes Kinocenter. Nach dem Umbau eröffnete das Mathäser mit Sam Peckinpahs Convoy, es begann die Hochzeit des Hollywood-Actionkinos. Da der Saal A mit 600 Sitzen immer noch Münchens größter Kinosaal war, fanden dort weiterhin viele Premieren statt. Der große Festsaal war bis zur Schließung der Gaststätte Schauplatz des Deutschen Filmballs.

### Neubau ab 1999

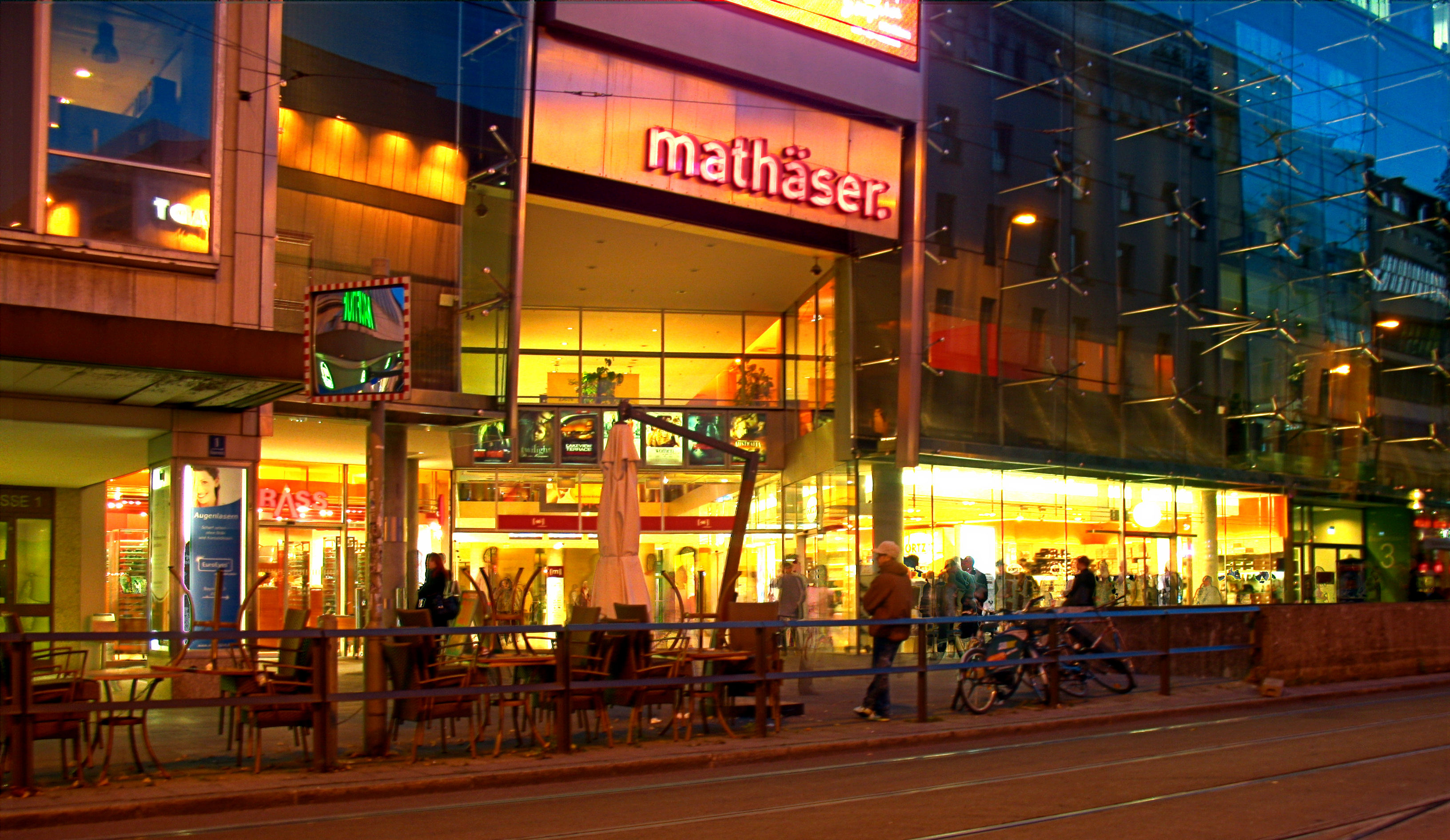
Mathäser-Passage bei Nacht, 2008

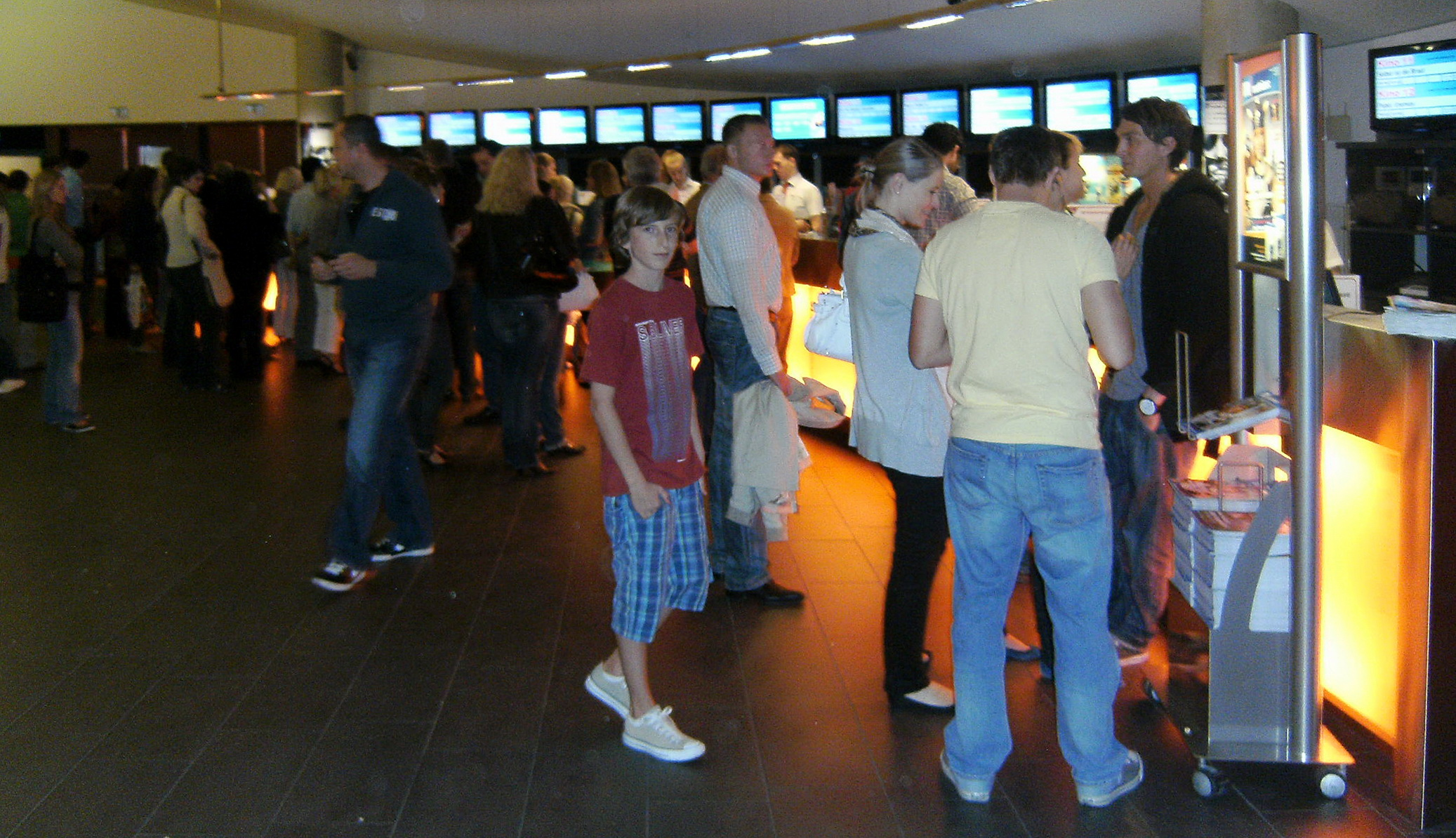
Kassenbereich des Mathäser Kinos

1996 stellten das Kino mit der letzten Vorstellung von Mars Attacks! und die Bierstadt den Betrieb ein, 1998 wurden die Gebäude abgerissen. 1999 begann der Bauherr, die zur Zurich Group Invest Europe (Deutschland) GmbH gehörende Deutscher Herold Lebensversicherung AG mit dem Neubau, nach vierjähriger Bauzeit eröffnete am 21. Mai 2003 mit der Vorstellung von Matrix Reloaded in allen 14 Sälen und 4.283 Plätzen das neue Multiplex-Kino. Das Gebäude wurde von Peter Lanz mit seinem Münchner Architekturbüro LAI | Lanz Architekten Ingenieure als Shopping-, Entertainment- und Business-Center geplant. Die Kinopolis-Gruppe betreibt den Mathäser Filmpalast, in dem viele Filmpremieren und Sonderveranstaltungen wie die Eröffnungsveranstaltung des Filmfest München, das Asia Filmfest und das englischsprachige Munich International Short Film Festival stattfinden. Durch den Bau des neuen Multiplex-Kinos mit 14 Sälen erlitten jedoch auch die sich in der Nähe des Mathäser befindenden Kinos starke finanzielle Einbußen und mussten z. T. sogar schließen, wie bspw. die Karlsplatz-Kinos.
Das Gebäude mit einer Bruttogesamtfläche von 33.400 Quadratmetern, das etwa 175 Millionen Euro kostete, zeigt zur Bayerstraße nun eine zurückhaltende Fassade mit einer nach innen hängenden, sprossenlosen Glaswand. Dominant und im Außenraum nicht zu übersehen ist die computergesteuerte Lichtwand als Werbefläche. Die fein gegliederte Fassade zur schmalen Schlosserstraße wird durch die regelmäßige Folge der Fluchttreppen mit haushohen Schutzwänden aus Drahtgeflecht bestimmt.
Die frei teilbaren Flächen für Handel und Gastronomie sind mit dem Kino direkt verbunden. Sowohl von der U- und S-Bahn im Tiefgeschoss des Stachus als auch ebenerdig von der Bayerstraße aus gelangt der Besucher zunächst in das Herzstück der Anlage, die zentrale Rotunde. Von dort verbinden Rolltreppen die drei Hauptebenen, auf denen die Kinosäle angeordnet sind.

## Der Mathäser Filmpalast heute

Logo der eingetragenen Wort-Bild-Marke

Der Mathäser Filmpalast heute bietet mit 14 Kinosälen, insgesamt 3.832 Sitzplätzen.
Alle 14 Kinosäle sind digitalisiert und können Filme in hochauflösender Qualität wiedergeben. Dazu wurden in elf Sälen 3D Anlagen verbaut, sodass Filme sowohl in 2D als auch in 3D gespielt werden können. Bereits vier Kinosäle verfügen über Dolby Atmos. Alle Kinosäle sind barrierefrei zugänglich, mit Rollstuhlplätzen sowie mit Polstersesseln ausgestattet und im Amphitheater-Stil gebaut. Der Besucher kann in vier Kinosälen die bewegungsintensiven D-BOX Sessel mit integrierten Motion-Effekten erleben. Der Zuschauer bewegt sich synchron zu Bild und Ton und befindet sich mitten im Filmgeschehen. Das (m)K6, ist mit 783 Sitzplätzen der größte Kinosaal Bayerns mit der größten Leinwand Münchens (20,6 × 8,6 m) und Schauplatz zahlreicher großer Filmpremieren. Der Saal ist mit Bühne, Bühnenvorhang, 3D Light System Ambient Light und Dolby Atmos ausgestattet.

### Dolby Cinema

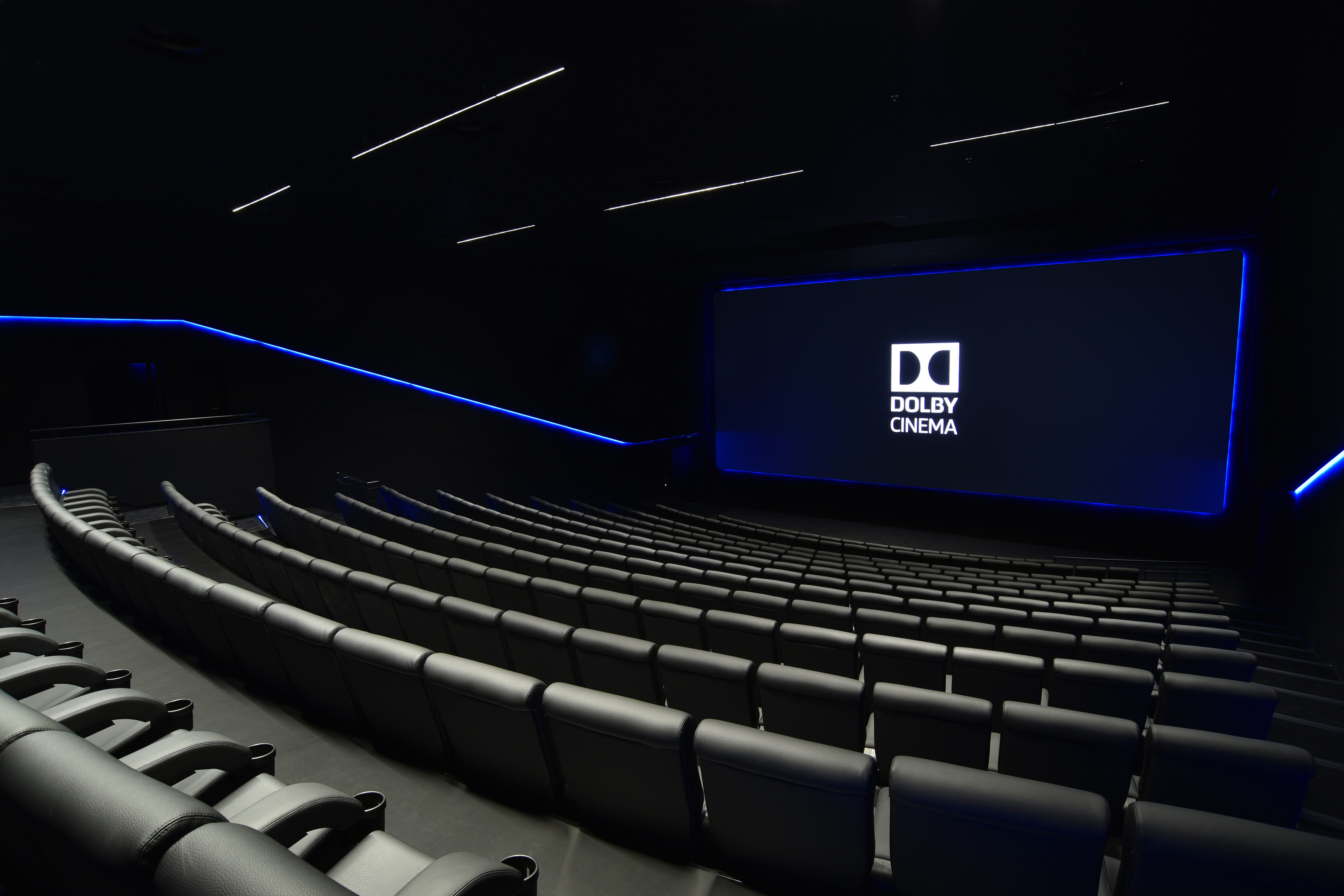
Innenraumblick des Dolby Cinema im Mathäser Filmpalast

Der Mathäser hat im Mai 2019 als erstes Kino in Deutschland und als drittes im deutschsprachigen Raum ein Dolby Cinema installiert; geplant und gebaut wurde es von der Firma Kinoplanung Batisweiler. Für diesen Saal muss der Besucher einen Aufpreis zahlen. Dolby Cinema bietet eine hohe Bildqualität mit dem Dolby Vision Dual-Laser Projektionssystem und erstklassigen Sound mit Dolby Atmos. Das Dolby Cinema hat 315 Premium-Sitzplätze mit Ledersesseln und beweglichen Sitz- und Rückenlehnen (inklusive 15 Liegeplätzen in den ersten beiden Reihen sowie drei Rollstuhlplätzen) mit Blick auf über 100 m² Leinwand (15,7 m × 6,6 m). Es enthält ebenfalls ein eigenes Foyer.

### Kinosäle
Der Mathäser-Filmpalast besitzt 14 Kinosäle mit insgesamt 3.832 Sitzplätzen.
| Name                         | Plätze | Rollstuhl- fahrer | Tonsystem (vor digitaler Projektion)                  | Tonsystem (aktuell)       | THX  | Projektion        | Leinwand        |
| ---------------------------- | ------ | ----------------- | ----------------------------------------------------- | ------------------------- | ---- | ----------------- | --------------- |
| Dolby Cinema (vorher Kino 1) | 315    | 3                 | Dolby Digital, DTS                                    | DCI 7.1, Dolby Atmos      | Nein | 4K (Dolby Vision) | 15,7 m × 6,5 m  |
| Kino 2                       | 307    | 2                 | Dolby Digital, DTS                                    | DCI 7.1                   | Nein | 2K                | 15,6 m × 6,5 m  |
| Kino 3                       | 217    | 2                 | Dolby Digital, DTS                                    | DCI 7.1                   | Nein | 2K                | 11,5 m × 6,2 m  |
| Kino 4                       | 148    | 2                 | Dolby Digital, DTS                                    | DCI 7.1                   | Nein | 2K                | 10,6 m × 5,7 m  |
| Kino 5                       | 124    | 2                 | Dolby Digital, DTS                                    | DCI 7.1                   | Nein | 2K                | 11,2 m × 4,7 m  |
| (m)K6 (vorher Kino 6)        | 783    | 10                | Dolby Digital, Dolby Digital Surround EX, DTS, SDDS-8 | DCI 5.1, 7.1, Dolby Atmos | Ja   | 4K                | 20,6 m × 8,6 m  |
| Kino 7                       | 197    | 2                 | Dolby Digital, DTS                                    | DCI 7.1                   | Nein | 2K                | 13,0 m × 5,5 m  |
| Kino 8                       | 219    | 2                 | Dolby Digital, DTS                                    | DCI 7.1                   | Nein | 2K                | 13,2 m × 5,5 m  |
| Kino 9                       | 408    | 2                 | Dolby Digital, Dolby Digital Surround EX, DTS, SDDS-6 | DCI 7.1, Dolby Atmos      | Nein | 2K                | 15,3 m × 6,15 m |
| Kino 10                      | 337    | 2                 | Dolby Digital, DTS                                    | DCI 7.1, Dolby Atmos      | Nein | 2K                | 15,8 m × 6,6 m  |
| Kino 11                      | 301    | 2                 | Dolby Digital, DTS                                    | DCI 7.1                   | Nein | 2K                | 15,6 m × 6,6 m  |
| Kino 12                      | 203    | 2                 | Dolby Digital, DTS                                    | DCI 7.1                   | Nein | 2K                | 11,9 m × 5,0 m  |
| Kino 13                      | 148    | 2                 | Dolby Digital, DTS                                    | DCI 7.1                   | Nein | 2K                | 11,5 m × 4,8 m  |
| Kino 14                      | 125    | 2                 | Dolby Digital, DTS                                    | DCI 7.1                   | Nein | 2K                | 11,1 m × 4,7 m  |

## Biermarke Mathäser-Bräu
Anfang 2014 sicherte sich die SüdBier Unternehmergesellschaft das Markenrecht an der bis dahin nicht geschützten Biermarke Mathäserbräu. Dahinter stehen drei Jungbrauer, die an die Ausrufung des Freistaats Bayern 1918 durch Kurt Eisner im Mathäserbräu erinnern wollen. 2016 kam damit ein Weißbier auf den Markt, das bei Wildbräu in Grafing gebraut wurde. Seit 2023 wird die Marke Mathäser-Bräu von der MetaBrewSociety GmbH weiterbetrieben. Das Bier wird im ehemaligen Frankenwälder Brauhaus im oberfränkischen Naila gebraut.